# Josef Vojta (voják)
Josef Vojta (27. února 1911 Chrudim – 23. září 1938 Srbská) byl český voják, příslušník Stráže obrany státu.

## Život
Ve svém rodném městě absolvoval jak obecnou, tak posléze též měšťanskou školu. Poté nastoupil do zaměstnání jako tovární praktikant. Roku 1932 zahájil dvouletou základní vojenskou službu. Nejprve se stal členem 1. roty 21. pěšího pluku nazvaného „Maršála Foche“, který sídlil v Čáslavi. Od února roku 1933 sloužil u 9. roty téhož pluku. Když roku 1934 prezenční vojenskou službu končil, měl hodnost svobodníka. V armádě nezůstal a odešel do civilu. Následně nastoupil k finanční stráži, u které se stal pomocným dozorcem na celnici v Srbské, obci na tehdejší československo–německé státní hranici ve Frýdlantském výběžku na severu Československa.
Když měl 23. září 1938 spolu s Václavem Čepem a Bohumilem Hoškem službu, přišli na celnici dva čeští Němci a žádali odbavení. Jakmile začal Čep požadovanou proceduru provádět, objevily se v rukou obou příchozích pistole a střelami zasáhli Čepa do spánku. Následně začali pálit i po zbylých dvou přítomných. Oba byli na místě mrtvi. O týden později (30. září 1938) se s ním pozůstalí rozloučili během smutečního rozloučení v pardubickém krematoriu.